# 3096 Bezruč
3096 Bezruč eller 1981 QC1 är en asteroid i huvudbältet som upptäcktes den 28 augusti 1981 av den tjeckiske astronomen Zdeňka Vávrová vid Kleť-observatoriet. Den är uppkallad efter den tjeckiske författaren Petr Bezruč.
Asteroiden har en diameter på ungefär 17 kilometer och den tillhör asteroidgruppen Adeona.